# Svjetsko prvenstvo u alpskom skijanju 1985.
28. svjetsko prvenstvo u alpskom skijanju održano je u Bormiu u Italiji od 31. siječnja do 10. veljače 1985. godine. 